# Wereldkampioenschappen schaatsen afstanden 2016 - 5000 meter vrouwen
De 5000 meter vrouwen op de wereldkampioenschappen schaatsen afstanden 2016 werd gereden op vrijdag 12 februari 2016 in het ijsstadion Kometa in Kolomna, Rusland.
Martina Sáblíková was de regerend Olympisch en wereldkampioene, en won bovendien de enige wereldbekerwedstrijd over de vijf kilometer eerder in het seizoen. Sáblíková versloeg Carien Kleibeuker en Irene Schouten en werd voor de achtste keer op rij wereldkampioene op de 5000 meter. Omdat ze in 2010 en 2014 ook de olympische titel won betekende dat dat de Tsjechische voor het tiende jaar op rij de belangrijkste race over deze afstand wist te winnen.

## Plaatsing
De regels van de ISU schrijven voor dat maximaal twaalf schaatssters zich plaatsen voor het WK op deze afstand. Geplaatst zijn de beste zes schaatssters van het wereldbekerklassement na vier manches, aangevuld met de zes tijdsnelsten van de wereldbekerwedstrijd in Salt Lake City. Achter deze twaalf namen werd op tijdsbasis nog een reservelijst van zes namen gemaakt. Aangezien het aantal deelnemers per land beperkt is tot een maximum van twee, telt de derde (en vierde etc.) schaatsster per land niet mee voor het verloop van de ranglijst. Het is aan de nationale bonden te beslissen welke van hun schaatssters, mits op de lijst, naar het WK afstanden worden afgevaardigd.

## Statistieken

### Uitslag
| #      | Naam               | Land | Tijd       |
| ------ | ------------------ | ---- | ---------- |
| Goud   | Martina Sáblíková  | CZE  | 6.51,09 BR |
| Zilver | Carien Kleibeuker  | NED  | 6.54,96    |
| Brons  | Irene Schouten     | NED  | 6.55,93    |
| 4      | Claudia Pechstein  | GER  | 6.58,99    |
| 5      | Isabelle Weidemann | CAN  | 7.08,35    |
| 6      | Anna Tsjernova     | RUS  | 7.08,84    |
| 7      | Bente Kraus        | GER  | 7.09,47    |
| 8      | Natalja Voronina   | RUS  | 7.11,95    |
| 9      | Fuyo Matsuoka      | JPN  | 7.14,41    |
| 10     | Nana Takagi        | JPN  | 7.15,51    |
| 11     | Jelena Peeters     | BEL  | 7.17,88    |
| 12     | Josie Spence       | USA  | 7.29,17    |

### Loting
| Rit | Binnenbaan       | Buitenbaan         |
| --- | ---------------- | ------------------ |
| 1   | Bente Kraus      | Nana Takagi        |
| 2   | Fuyo Matsuoka    | Isabelle Weidemann |
| 3   | Jelena Peeters   | Claudia Pechstein  |
| 4   | Anna Tsjernova   | Josie Spence       |
| 5   | Natalja Voronina | Carien Kleibeuker  |
| 6   | Irene Schouten   | Martina Sáblíková  |

1996 · 
1997 · 
1998 · 
1999 · 
2000 · 
2001 · 
2003 · 
2004 · 
2005 · 
2007 · 
2008 · 
2009 · 
2011 · 
2012 · 
2013 · 
2015 · 
2016 · 
2017 · 
2019 · 
2020 · 
2021 · 
2023 · 
2024 · 
2025